# Этиология (философия)
Этиоло́гия (греч. αἰτία «причина» + др.-греч. λόγος «суждение, учение») — изучение причины или первопричины с философской точки зрения. Понятие применяется в философии, физике, психологии, политологии, географии, пространственном анализе, медицине, богословии и биологии в отношении причин разнообразных феноменов и сущностей, вне контекста их свойств. Этиологическим называется миф, объясняющий происхождение отдельных вещей или явлений (например животных), имён, фамильных родов или рассказывающий мифическую историю конкретного места.